# Thion
Thion è un dipartimento del Burkina Faso classificato come comune, situato nella Provincia di Gnagna, facente parte della Regione dell'Est.
Il dipartimento si compone del capoluogo e di altri 27 villaggi: Balamba, Bangaye, Bangayéni, Banogo, Bogoumissi, Bossongri, Diaka, Dimkoura, Dioro, Dioro-Folgou, Doyana, Folbombouga, Folbongou, Folgou, Gnindi, Harga, Koulbila, Lalguin, Laranga, Lelcom, Monlori, Morèm, Nawèga, Sékoussi, Siéssin, Tamièla  e Tipoli.